# 原子力安全基盤機構
独立行政法人原子力安全基盤機構（げんしりょくあんぜんきばんきこう、JNES）は、かつて存在した独立行政法人。以前は、原子力規制委員会所管の独立行政法人。独立行政法人原子力安全基盤機構法により規定されていた。

## 概要
2003年10月1日に設立された。
「原子力施設及び原子炉施設に関する検査等、原子力施設及び原子炉施設の設計に関する安全性の解析及び評価並びに原子力災害の予防、原子力災害の拡大の防止及び原子力災害の復旧に関する業務等を行うことにより、原子力の安全の確保のための基盤の整備を図ることを目的とする。」とされる（原子力安全基盤機構法 第4条）。
2014年3月1日、原子力規制庁と統合し廃止。

## 業務
- 原子力施設及び原子炉施設に関する検査その他これに類する業務を行うこと。
- 原子力施設及び原子炉施設の設計に関する安全性の解析及び評価を行うこと。
- 原子力災害の予防、原子力災害の拡大の防止及び原子力災害の復旧に関する業務を行うこと。
- 原子力の安全確保に関する調査、試験、研究及び研修を行うこと。
- 安全確保に関する情報の収集、整理及び提供を行うこと。
- 原子炉等規制法や電気事業法の規定による立入検査

## 理念
- 強い使命感を持つ
- 科学的・合理的な判断をする
- 中立性・公正性を保つ

## 原発に対する姿勢
- 同機構が、原子力発電所の安全検査について、検査内容の原案を対象の電力事業者に対し事前に作成させた上で、それを丸写しした資料に基づいた検査を実施してきていることが、2011年11月になって発覚し、検査の形骸化に批判の声が噴出している[2]。枝野幸男経済産業大臣は、検査手法や体制に問題がある可能性が高いとして、第三者委員会[3]を設置し調査するよう、同機構に指示した[4]。